# BC Tel
BC Tel (appelé précédemment British Columbia Telephone Company Limited de 1904 à 1916, puis British Columbia Telephone Company de 1916 à 1963) était l'entreprise de services locaux titulaire desservant la province de Colombie-Britannique, au Canada.
Pendant la majeure partie de son histoire, BC Tel a été l’un des nombreux monopoles régionaux du Canada.
En 1999, BC Tel a fusionné avec Telus pour devenir la deuxième entreprise de télécommunications en importance au Canada, après Bell Canada.

## Histoire
En 1904, Victoria & Esquimalt Telephone Company  et New Westminster & Burrard Inlet Telephone Company ont été acquises par Vernon & Nelson  Telephone Company. Le 5 juillet 1904, la compagnie a pris le nom de British Columbia Telephone Company Limited. En 1916, la compagnie a obtenu une charte fédérale et a supprimé le mot Limited de son nom.
Theodore Gary & Company a acquis une participation substantielle dans la compagnie en décembre 1926. À l'époque, Theodore Gary & Company possédait une autre société de téléphonie, la International Automatic Telephone Company & British Insulated Cables.
Le 1er juillet 1927, British Columbia Telephone Company a participé à la première émission radiophonique canadienne transmise d'un océan à l'autre.
Le 1er avril 1929, la compagnie a créé la filiale North-West Telephone Company pour expérimenter la radiotéléphonie dans le but de desservir des régions de la province inaccessibles par la technologie filaire. La première expérience visait à établir une liaison entre Powell River et Campbell River, deux villes distantes de 80 kilomètres.
Le 29 mai 1939, la compagnie a transmis ses premières photos au moyen du réseau téléphonique lors d'une visite royale à Vancouver.
En 1955, General Telephone & Electronics (en), de Stamford, dans le Connecticut, est devenue propriétaire à 50,2 % de la British Columbia Telephone Company lorsque la société Theodore Gary & Company a fusionné avec General Telephone & Electronics (en).
Le 1er janvier 1961, la North-West Telephone Company a été fusionnée avec la British Columbia Telephone Company.
En 1979, la compagnie a acquis Automatic Electric Canada et a créé AEL Microtel, une filiale de recherche et de développement. Peu de temps après, le nom de la filiale fut abrégé en Microtel, puis est devenu Microtel Pacific Research.
En 1982, la filiale BTE (Business Terminal Equipment) a été créée pour concurrencer dans le domaine nouvellement déréglementé de l'équipement téléphonique.
En 1985, la filiale BC Cellular a été créée pour investir le nouveau secteur de la téléphonie cellulaire.
Le 1er mai 1993, la compagnie a été réorganisée sous le holding BC Telecom Inc et a changé sa dénomination sociale en BC Tel.
Dans les années 1990, BC Tel a participé à l'Alliance Stentor avec les autres entreprises de services locaux titulaires canadiennes.

## Fusion avec Telus
Dans les années 90, la déréglementation de l'industrie des télécommunications conjuguée à la concurrence provenant de la téléphonie cellulaire et d'Internet a totalement transformé l'environnement des télécommunications et a incité les compagnies à se regrouper pour bénéficier d'économies d'échelle. En 1999, dans le cadre d'une fusion d'égaux, BC Tel a fusionné avec Telus, l'entreprise de services locaux titulaire de l'Alberta. La fusion a créé la deuxième plus grande compagnie de télécommunications au Canada, après Bell Canada.
Lors de la fusion, la compagnie était enregistrée sous le nom BCT.Telus. Peu de temps après, la nouvelle entreprise a pris le nom de Telus, mais a emménagé son siège social dans l'ancien siège social de BC Tel à Burnaby, en Colombie-Britannique.
 